# Katori Hotsuma

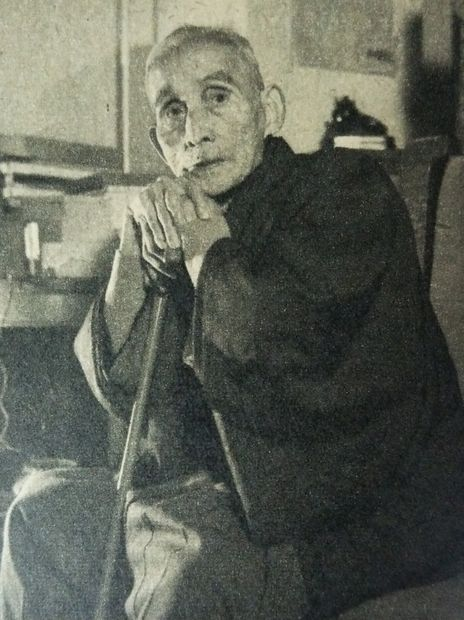
Katori Hotsuma

Katori Hotsuma (japanisch 香取 秀真, eigentlich Katori Hidejirō (香取 秀治郎); geboren 1. Januar 1874 in der Präfektur Chiba; gestorben 31. Januar 1954 in Tōkyō) war ein japanischer Kunsthandwerker.

## Leben und Wirken
Katori Hotsuma machte 1897 seinen Abschluss an der „Tōkyō bijutsu gakkō“ (東京美術学校), der Vorläufereinrichtung der heutigen Geidai, im Fach Metallguss. Er erforschte an seiner Ausbildungsstätte den Metallguss und begann ab 1903 die Geschichte des Metallgusses zu lehren. Er gehörte zu den führenden japanischen Kunstgewerblern in Metall in der ersten Hälfte des 20. Jahrhunderts. Er war Professor an seiner Alma Mater und Mitglied der Akademie der Künste.
Als Tanka-Dichter veröffentlichte er seine Dichtungen in dem Magazin „Araragi“, und er schrieb ausführlich über die Geschichte des Metallgusses. Zu seine Werken gehören „Entwurf einer Geschichte des Metallgusses in Japan“ (日本鋳工史稿, Nihon chūkō-shi kō), „Geschichte des Metall-Kunsthandwerks in Japan“ (日本金工史, Nihon kinkō-shi) und die Gedichtsammlungen „Nach dem Kanreki“ (還暦以後, Kanreki igo) und „Fuigo-matsuri“ (ふいご祭), das von der jährlichen Veranstaltung der Schmiedekünstler in Tōkyō handelt.
1953 wurde Katori als Person mit besonderen kulturellen Verdiensten geehrt. Im selben Jahr wurde er als erster Kunstgewerbler mit dem Kulturorden ausgezeichnet.